# ویمپی
ویمپی (انگلیسی: Wimpy) شرکت رستوران‌های زنجیره‌ای آمریکایی است، که در سال ۱۹۳۴ توسط ادوارد گولد تأسیس شد و هم‌اکنون زیرمجموعه‌ای از شرکت فیمس برندس می‌باشد.
ویمپی یک رستوران زنجیره‌ای فست فود است که در سطح بین‌المللی، عمدتاً در بریتانیا و آفریقای جنوبی، به موفقیت دست یافت و در طول تاریخ خود بین یک رستوران با خدمات سر میز و یک رستوران با خدمات پیشخوان تغییر کرده است.
این رستوران زنجیره‌ای در سال ۱۹۳۴ توسط ادوارد گلد در بلومینگتون، ایندیانا، با نام ویمپی گریلز تأسیس شد و در سال ۱۹۴۷ با ۲۶ شعبه در ایالات متحده به اوج خود رسید. در سال ۱۹۵۴، گلد با جی. لیونز و شرکا مجوزی برای اداره ویمپی بار در سراسر بریتانیا امضا کرد و چند سال بعد از طریق شرکت تابعه خود، ویمپی اینترنشنال، قراردادهای بین‌المللی بیشتری منعقد کرد. تا سال ۱۹۷۷، تنها هفت شعبه ویمپی در ایالات متحده وجود داشت که همگی پس از مرگ گلد در همان سال منحل شدند. با وجود ورشکستگی این برند در داخل کشور، این رستوران زنجیره‌ای در سال بعد به ۱۵۰۰ شعبه بین‌المللی رسید.
این شرکت در سال ۱۹۷۷ به یونایتد بیسکویتس و سپس در سال ۱۹۸۹ به گرند متروپولیتن فروخته شد. گرند متروپولیتن شروع به حذف تدریجی ویمپی بار در بریتانیا کرد و بسیاری از آنها را به برگر کینگ (که آن هم متعلق به خودش بود) تغییر نام داد، زیرا برگر کینگ در بین مصرف‌کنندگان از شهرت بیشتری برخوردار بود و برای کمک به رقابت در بازار با مک‌دونالد.
پس از خریدهای مختلف، ویمپی در سال ۲۰۰۷ به شرکت خوشه‌ای رستوران و فست فود فیمس برندز آفریقای جنوبی فروخته شد. فیمس برندز چندین سال حق امتیاز ویمپی آفریقای جنوبی را اداره می‌کرد و این خرید، آن را به شرکت مادر تبدیل کرد.
از ژوئن ۲۰۲۳، دفتر مرکزی این شرکت در ژوهانسبورگ، آفریقای جنوبی، با ۴۵۳ شعبه، باقی مانده است؛ پس از آن، بریتانیا با ۶۱ شعبه قرار دارد. در سال‌های ۲۰۱۷ و ۲۰۲۰، این شرکت برنامه‌هایی را برای گسترش سراسری در بریتانیا اعلام کرد. این شرکت همچنین مالک شعبه‌هایی در کویت، مصر، امارات متحده عربی و لسوتو است.